# Гренье, Филипп
Филипп Гренье (фр. Philippe Grenier; 14 августа 1865[…], Понтарлье — 25 марта 1944[…], Понтарлье) —  французский врач и политик, первый в истории Франции депутат-мусульманин.

## Биография
Родился в Понтарлье (департамент Ду), он был сыном Ипполита Гренье, капитана кавалерии, члена штаба Наполеона III, служившего в африканских охотниках (фр. chasseurs d'Afrique) в Мостаганеме (Алжир), и Мари Тиебо, дочери Шарля Тиебо, нотариуса Понтарлье. 4 июня 1871 года когда ему было шесть лет, его отец умер. Учась в Безансоне, он получил степень бакалавра и в 1883 году поступил на медицинский факультет в Париже, который окончил в 1890 году и открыл практику в Понтарлье.
В том же 1890 году он посетил своего младшего брата, который был отправлен алжирский город Блида. Открытие мусульманской культуры во время этого пребывания стало для него откровением, но открыло ему социальные слабости французской колониальной империи. Считая, что «Франция держит мусульман-алжирцев в нищете и социальной несправедливости», по возвращении на материковую Францию он начал изучать Коран. Четыре года спустя, в 1894 году, во время второй поездки в Блиду он принял ислам. После своего обращения он отправился в Мекку в возрасте 29 лет и принял традиционную алжирскую одежду (берберские сапоги, гандура, бурнус и тюрбан), как и Шарль Эжен де Фуко до него, что не преминуло привлечь внимание.
Избранный муниципальным советником Понтарлье, логично, что, поскольку он врач, его интересуют вопросы общественной гигиены и помощи нуждающимся.

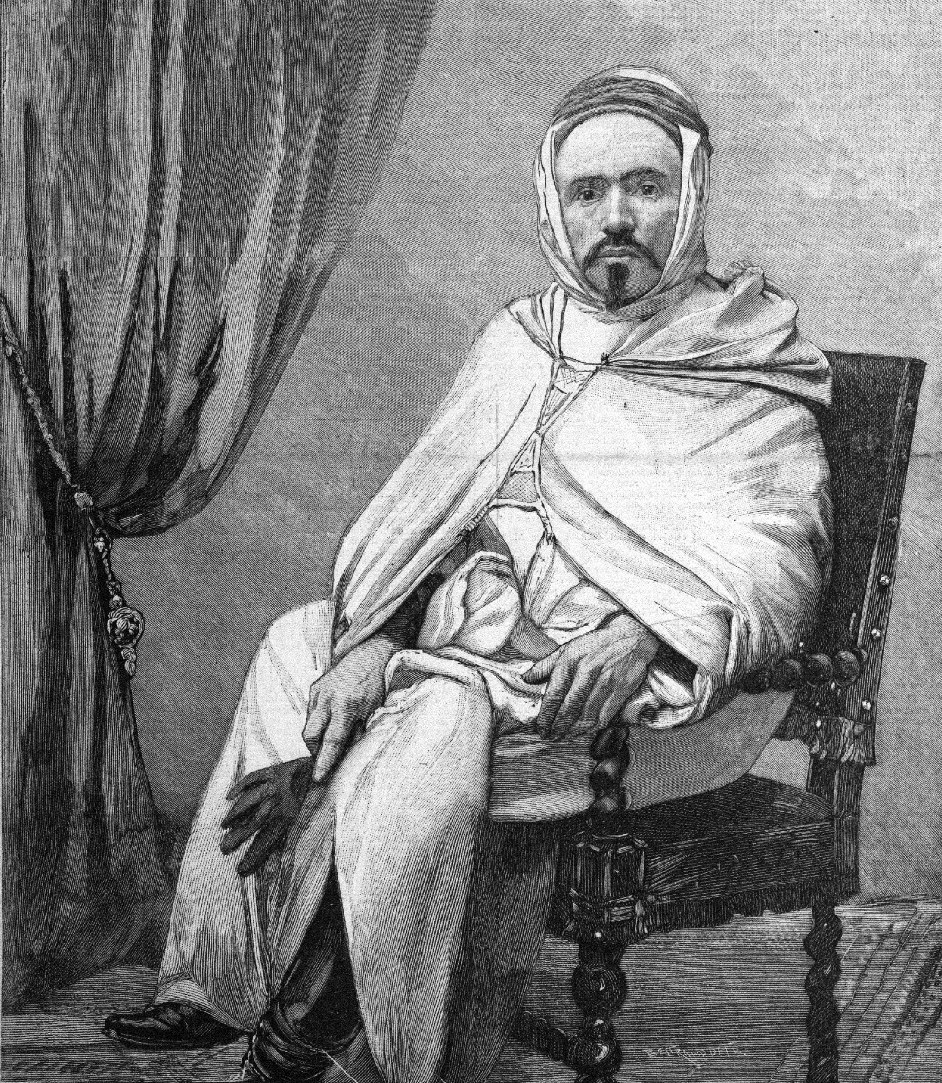
Доктор Гренье, заместитель Понтарлье (гравюра по фотографии Пьера Пети, 1897 год)

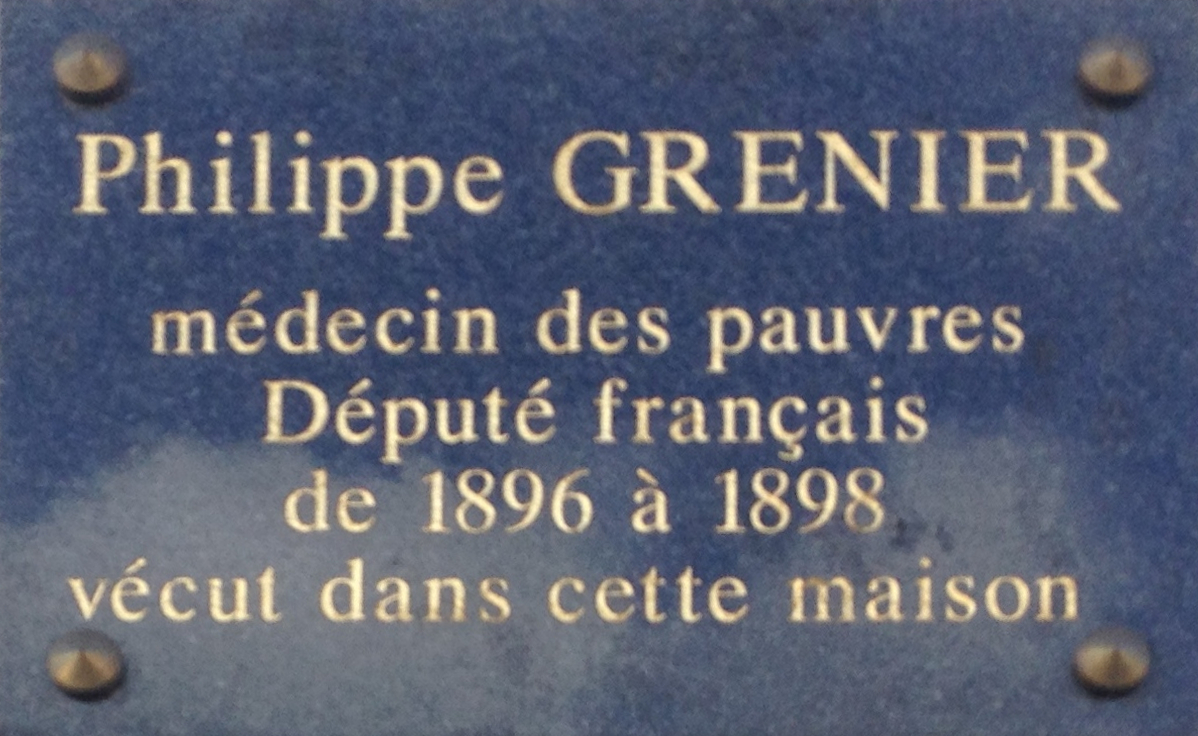
Мемориальная доска на резиденции Филиппа Гренье в Понтарлье

После смерти депутата Ду Диониса Ординари доктор Гренье решил попытать счастья на дополнительных выборах, которые последовали в рядах радикалов.
Он сразу же стал предметом любопытства в прессе того времени. Его доброжелательная и непоколебимая преданность исламу была частью контекста развития колонизированных земель, как неуклюже продемонстрировали колониальные выставки. Очевидно, что эта колонизация происходила, по крайней мере, частично за счет коренного населения, которое он позже будет защищать. Но французское общество вообще не осознавало вопиющего конфликта между своими ценностями и своими интересами.
Таким образом, личность этого нетипичного депутата высмеивается: пресса подозревает его в наличии гарема, в целовании ковра у входа в Палату депутатов и в постоянном мытье ног. Пресса высмеивает «пышную одежду» «доктора Филиппа Гренье, пророка Божьего» и, в завуалированных выражениях, подвергает сомнению его способности
20 декабря 1896 года, проведя беспрецедентно простую избирательную кампанию, а также благодаря убедительной речи и амбициозной для того времени социальной программе, Филипп Гренье был избран во втором туре, набрав 51% голосов. Таким образом, он стал первым депутатом-мусульманином в истории Франции.
С 1896 по 1898 годы он был депутатом Ду. Наивность, которую он демонстрировал, подорвала его авторитет. Он оставался своего рода любимым объектом насмешек в прессе. В 1897 году он стал предметом песни, которая высмеивала его: Toujours kif-kif bourrico. По совету Жана Жореса он сделал себя «депутатом мусульман Франции» и часто ездил во Французский Алжир с целью парламентских расследований. Большинство его предложений касалось улучшения участи мусульманских подданных Франции в Алжире, предупреждая о рисках «очень серьезных проблем» в Алжире, если другие депутаты продолжат игнорировать его предложения. Из-за его этических позиций и его борьбы за респектабельность французского ислама; избиратели Понтарлье начали обвинять его в пренебрежении ими, «в забвении того, откуда он пришёл» и чьи интересы он должен был защищать.
Филипп Гренье еще больше усугубил непонимание своего электората, когда, будучи врачом и мусульманином, он посвятил себя борьбе с алкоголизмом. Филипп Гренье поддержал законопроект о сокращении числа питейных заведений и налогообложении ликеров с целью финансирования создания туземной армии на материковой территории — его вторым коньком была национальная оборона.
Этот последний шаг, каким бы похвальным он ни был, в конечном итоге отвратил от него его электорат: в то время абсент из Понтарлье обеспечивал средства к существованию для всего региона О-Ду. В 1805 году в Понтарлье была основана первая винокурня «зеленой феи» во Франции была; в 1900 году на двадцати пяти винокурнях работали 3000 из 8000 жителей Понтисалье, что сделало коммуну столицей абсента
В мае 1898 года он потерпел поражение на выборах, также как и в 1902 году. После этой последней неудачи он ушёл из политической жизни.
25 марта 1944 года в возрасте 78 лет Филипп Гренье умер в Понтарлье. В качестве посмертной дани уважения его имя теперь носят колледж, улица и мечеть в Понтарлье.

## Аудиозаписи
- Le goût de l'Algérie 2/4 : La fée verte et le burnous, Philippe Grenier de Blida à Pontarlier (20 марта 2012).